# Eredame
Eredame is een aanduiding van een functie aan een hofhouding of een graad in een ridderorde. De rang of graad van eredame komt of kwam voor in enige ridderorden.
In Nederland:
- Eredame in de Huisorde van Oranje. De graad bestond van 1905 tot 1969.
- Eredame in de Johanniterorde. Een voor koningin Wilhelmina ingestelde rang.

In andere landen:
- Eredame in de Theresia-orde in Beieren.

Soeverein ·
Grootmeester ·
Kanselier ·
Kapittel ·
Grootprior ·
Baljuw ·
Heraut ·
Wapenkoning ·
Ordeketen ·
Bijzondere Klasse ·
Grootkruis ·
Grootlint ·
Grootofficier ·
Commandeur ·
Officier ·
Ridder Grootkruis van Eer en Devotie ·
Rechtsridder ·
Ridder van Obediëntie ·
Ridder van Eer en Devotie ·
Ridder van Gratie en Devotie ·
Ridder van Magistrale Gratie ·
Eredame ·
Dame ·
Ridder ·
Lid ·
Expectant ·  
Medaille